# Wat Phnom Football Club
Wat Phnom Football Club é um clube de futebol cambojano com sede em Phnom Penh. Foi fundado com o nome de Spark e disputou a primeira divisão nacional pela última vez em 2010.